# Johan Vansummeren
Johan Vansummeren (nascido em 4 de fevereiro de 1981) é um ciclista profissional bélgico que atualmente corre para a equipe francês AG2R La Mondiale. Competiu na prova de estrada individual nos Jogos Olímpicos de Verão de 2008.